# Палата представителей Национального собрания Беларуси II созыва
Палата представителей Национального собрания 2-го созыва (бел. Палата прадстаўнікоў Нацыянальнага сходу 2-га склікання) — нижняя палата Национального собрания, которое является парламентом Республики Беларусь, депутаты которой были избраны на выборах 15 октября 2000 года, которые стали первыми всеобщими выборами в данный законодательный орган, образованного в 1996 году по результатам референдума.
Срок полномочий:
- Дата начала — 29 октября 2000 года.
- Первое пленарное заседание — 21 ноября 2000 года[1].
- Дата окончания — 16 ноября 2004 года[2].

Председателем на первом заседании Палаты представителей был избран Вадим Александрович Попов который, в тот же день указом Президента № 601 освобождён от должности Министра сельского хозяйства и продовольствия Республики Беларусь «в связи с переходом на выборную должность». Заместителем Председателя Палаты представителей Национального собрания Республики Беларусь II созыва был избран Владимир Николаевич Коноплёв, который находился на этой должности с 1996 года.

## Выборы
Выборы в Палату представителей II созыва были проведены в соответствии с Указом Президента Республики Беларусь от 13 июля 2000 года и были назначены на 15 октября того же года. Выборы проводились, по действовавшему в то время законодательству в два тура, если в избирательном округе кандидат не сможет заручиться поддержкой более половины избирателей. По результатам голосования, в первом туре был избран лишь 41 депутат (37,2 % от общего состава), явка избирателей в первом туре составила 4 430 878 человек (или 61,08 %), в 13 избирательных округах выборы не состоялись. Второй тур выборов в оставшихся округах состоялся 29 октября 2000 года. Во втором туре участие приняли 1 991 530 человек (53,78 % от общего количества избирателей), по результатам голосования были избраны ещё 56 депутатов Палаты.
18 марта 2001 года  в 13 избирательных округах в соответствии с решением Центральной комиссии были проведены повторные выборы депутатов Палаты представителей. В 11 округах, в которых ни один из кандидатов в депутаты не набрал необходимого количества голосов, 1 апреля 2001 года был проведен второй тур голосования по двум кандидатам в депутаты, получившим наибольшее количество голосов избирателей в первом туре повторных выборов. И таким образом, окончательно Палата представителей Национального собрания была сформирована лишь к 1 апреля 2001 года.
По результатам выборов шесть политических партий получили представительство в Палате представителей Национального собрания. От Коммунистической партии Беларуси были избраны 6 кандидатов, от аграрной партии депутатами стали 5 кандидатов, по два члена от партии труда и справедливости и Объединённой гражданской партии, но после избрания членство в партии приостановили, по одному депутату были избраны от Социал-демократической партии Народного Согласия, социально-спортивной партии и либерально-демократической партии (после выборов член ЛДП депутат Алексей Ваганов вышел из партии). Девять избранных депутатов являются членами Белорусского народно-патриотического союза. Семь из девяти оппозиционных политических партий выборы бойкотировали.
Выборы депутатов Палаты представителей второго созыва стали первыми выборами в данный законодательный орган власти, так как депутатский корпус первого созыва не избирался, а был сформирован на основании Закона Верховного Совета и Указа Президента Республики Беларусь из части депутатов, избранного в 1995 году Верховного Совета, поддерживающих курс и политику действующего президента А.Г. Лукашенко. Это стало завершением политического кризиса 1996 года и противостояния между Президентом и оппозиционным Верховным Советом.

## Состав

### Руководство
- Председатель Палаты представителей — Попов Вадим Александрович
- Заместитель Председателя Палаты представителей — Коноплёв Владимир Николаевич

### Постоянные комиссии
- Постоянная комиссия по национальной безопасности — Биккинин Борис Степанович;
- Постоянная комиссия по образованию, культуре, науке и научно-техническому прогрессу — Котляров Игорь Васильевич;
- Постоянная комиссия по правам человека, национальным отношениям и средствам массовой информации — Липкин Валерий Фёдорович;
- Постоянная комиссия по международным делам и связям с СНГ — Малофеев Анатолий Александрович;
- Постоянная комиссия по проблемам чернобыльской катастрофы, экологии и природопользованию — Крючков Валентин Петрович (24 ноября 2000 — 15 августа 2001), Кулик Виталий Васильевич (с 24 октября 2001);
- Постоянная комиссия по денежно-кредитной политике и банковской деятельности — Ваганов Алексей Васильевич;
- Постоянная комиссия по труду, социальной защите, делам ветеранов и инвалидов — Каменецкий Сергей Владимирович;
- Постоянная комиссия по охране здоровья, физической культуре, делам семьи и молодежи — Лекторов Валерий Николаевич;
- Постоянная комиссия по жилищной политике, строительству, торговле и приватизации — Хрол Василий Петрович;
- Постоянная комиссия по промышленности, топливно-энергетическому комплексу, транспорту, связи и предпринимательству — Боровой Михаил Иванович (24 ноября 2000 — 17 октября 2001), Заболотец Сергей Макарович;
- Постоянная комиссия по государственному строительству, местному самоуправлению и регламенту — Сосонко Михаил Павлович;
- Постоянная комиссия по аграрным вопросам — Азарченков Александр Михайлович;
- Постоянная комиссия по бюджету, финансам и налоговой политике — Киселёв Сергей Антонович;
- Постоянная комиссия по законодательству и судебно-правовым вопросам — Архипов Александр Михайлович.

### Список депутатов
Ниже приведен список имён депутатов, которые избраны в Палату представителей Национального собрания.
Партийность депутатов Палаты представителей:  Беспартийный(-ая)
 Белорусская аграрная партия
 Белорусская социально-спортивная партия
 Коммунистическая партия Беларуси
 Либерально-демократическая партия
 Объединённая гражданская партия
 Республиканская партия труда и справедливости
 Социал-демократическая партия Народного Согласия
| Брестская область   |                           |                                       |              |
| №                   | Название округа           | Избранный депутат                     | Партийность  |
| 1                   | Брестский-Западный        | Егоров, Владимир Демьянович           | беспартийный |
| 2                   | Брестский-Центральный     | Гиль, Светлана Викентьевна            | беспартийная |
| 3                   | Брестский-Восточный       | Качан, Валентина Ивановна             | беспартийная |
| 4                   | Брестский-Пограничный     | Зеневич, Владимир Михайлович          | беспартийный |
| 5                   | Барановичский-Восточный   | Сергиенко, Николай Васильевич         | беспартийный |
| 6                   | Барановичский сельский    | Биккин, Борис Степанович              | беспартийный |
| 7                   | Беловежский               | Зинченко, Александр Николаевич        | беспартийный |
| 8                   | Берёзовский               | Резников, Владимир Алексеевич         | беспартийный |
| 9                   | Дрогичинский              | Зданович, Владимир Матвеевич          | беспартийный |
| 10                  | Ивацевичский              | Свирид, Александр Владимирович        | КПБ          |
| 11                  | Кобринский                | Кучинский, Виктор Францевич           | беспартийный |
| 12                  | Лунинецкий                | Горгун, Василий Степанович            | РПТС         |
| 13                  | Мухавецкий                | Захарченко, Валерий Николаевич        | КПБ          |
| 14                  | Пинский городской         | Андреев, Юрий Иванович                | беспартийный |
| 15                  | Пинский сельский          | Кибак, Иван Алексеевич                | беспартийный |
| 16                  | Столинский                | Пашкевич, Иван Иванович               | СДП НС       |
| Витебская область   |                           |                                       |              |
| №                   | Название округа           | Избранный депутат                     | Партийность  |
| 17                  | Витебский-Горьковский     | Александров, Валерий Михайлович       | беспартийный |
| 18                  | Витебский-Железнодорожный | Семашко, Сергей Александрович         | беспартийный |
| 19                  | Витебский-Октябрьский     | Иванов, Глеб Анатольевич              | беспартийный |
| 20                  | Витебский-Чкаловский      | Гудков, Александр Борисович           | беспартийный |
| 21                  | Витебский сельский        | Голубева, Татьяна Геннадьевна         | беспартийная |
| 22                  | Глубокский                | Хрол, Василий Петрович                | беспартийный |
| 23                  | Лепельский                | Ананьев, Роман Владиславович          | беспартийный |
| 24                  | Миорский                  | Ткачук, Наталья Александровна         | беспартийная |
| 25                  | Новополоцкий              | Новожилов, Лев Витальевич             | беспартийный |
| 26                  | Оршанский городской       | Печеньков, Владимир Петрович          | беспартийный |
| 27                  | Оршанский-Днепровский     | Жвиков, Владимир Владимирович         | беспартийный |
| 28                  | Полоцкий городской        | Исаев, Владимир Михайлович            | беспартийный |
| 29                  | Полоцкий сельский         | Сосонко, Михаил Павлович              | беспартийный |
| 30                  | Поставский                | Розынко, Пётр Михайлович              | беспартийный |
| 31                  | Толочинский               | Азарченков, Александр Михайлович      | БАП          |
| 32                  | Шумилинский               | Лекторов, Валерий Николаевич          | беспартийный |
| Гомельская область  |                           |                                       |              |
| №                   | Название округа           | Избранный депутат                     | Партийность  |
| 33                  | Гомельский-Юбилейный      | Логвин, Валерий Николаевич            | беспартийный |
| 34                  | Гомельский-Сельмашевский  | Астапченко, Юрий Леонидович           | беспартийный |
| 35                  | Гомельский-Центральный    | Дервенков, Владимир Иванович          | беспартийный |
| 36                  | Гомельский-Советский      | Порошин, Сергей Иванович              | беспартийный |
| 37                  | Гомельский-Промышленный   | Глуховский, Леонид Викторович         | беспартийный |
| 38                  | Гомельский-Новобелицкий   | Бородко, Николай Иванович             | беспартийный |
| 39                  | Гомельский сельский       | Соловьев, Анатолий Михайлович         | беспартийный |
| 40                  | Буда-Кошелёвский          | Крючков, Валентин Петрович            | БАП          |
| 40                  | Буда-Кошелёвский          | Ворошнин, Владимир Николаевич         | беспартийный |
| 41                  | Житковичский              | Жукевич, Михаил Григорьевич           | беспартийный |
| 42                  | Жлобинский                | Мельников, Иван Васильевич            | беспартийный |
| 43                  | Калинковичский            | Миранович, Михаил Сергеевич           | беспартийный |
| 44                  | Мозырский                 | Малофеев, Анатолий Александрович      | беспартийный |
| 45                  | Полесский                 | Костян, Сергей Иванович               | КПБ          |
| 46                  | Речицкий                  | Куцко, Николай Васильевич             | БАП          |
| 47                  | Рогачёвский               | Поплавский, Михаил Иванович           | беспартийный |
| 48                  | Светлогорский             | Попруга, Валентин Алексеевич          | БАП          |
| 49                  | Хойникский                | Кулик, Виталий Васильевич             | БАП          |
| Гродненская область |                           |                                       |              |
| №                   | Название округа           | Избранный депутат                     | Партийность  |
| 50                  | Волковысский              | Лукашевич, Владимир Васильевич        | беспартийный |
| 51                  | Гродненский-Занеманский   | Каменецкий, Сергей Владимирович       | беспартийный |
| 52                  | Гродненский-Центральный   | Лосев, Андрей Тихонович               | КПБ          |
| 53                  | Гродненский-Северный      | Бурова, Анна Николаевна               | беспартийная |
| 54                  | Гродненский сельский      | Фролов, Валерий Дмитриевич            | беспартийный |
| 55                  | Ивьевский                 | Дунич, Николай Владимирович           | беспартийный |
| 56                  | Лидский городской         | Скребец, Сергей Николаевич            | беспартийный |
| 57                  | Лидский сельский          | Орда, Михаил Сергеевич                | беспартийный |
| 58                  | Мостовский                | Дылевский, Геннадий Юльянович         | беспартийный |
| 59                  | Новогрудский              | Протащик, Мария Семеновна             | беспартийный |
| 60                  | Слонимский                | Зданович, Станислав Тадеушевич        | беспартийный |
| 61                  | Сморгонский               | Часнойть, Роберт Александрович        | беспартийный |
| 62                  | Щучинский                 | Семенюк, Владимир Дмитриевич          | беспартийный |
| Могилёвская область |                           |                                       |              |
| №                   | Название округа           | Избранный депутат                     | Партийность  |
| 63                  | Бобруйский-Ленинский      | Шпилевский, Александр Францевич       | беспартийный |
| 64                  | Бобруйский-Первомайский   | Винокурова, Мария Михайловна          | беспартийная |
| 65                  | Бобруйский                | Бобков, Анатолий Константинович       | беспартийный |
| 66                  | Быховский                 | Морозов, Владимир Иванович            | ОГП          |
| 67                  | Горецкий                  | Аникеев, Михаил Михайлович            | КПБ          |
| 68                  | Костюковичский            | Симирский, Валентин Романович         | беспартийный |
| 69                  | Кричевский                | Чечора, Александр Васильевич          | беспартийный |
| 70                  | Могилёвский-Ленинский     | Архипов, Александр Михайлович         | беспартийный |
| 71                  | Могилёвский-Центральный   | Авдеева, Наталья Петровна             | беспартийная |
| 72                  | Могилёвский-Октябрьский   | Пенькова, Зинаида Васильевна          | беспартийная |
| 73                  | Могилёвский               | Липкин, Валерий Фёдорович             | беспартийный |
| 74                  | Осиповичский              | Попов, Вадим Александрович            | беспартийный |
| 75                  | Шкловский                 | Коноплёв, Владимир Николаевич         | беспартийный |
| Минская область     |                           |                                       |              |
| №                   | Название округа           | Избранный депутат                     | Партийность  |
| 76                  | Березинский               | Иваненко, Пётр Иванович               | беспартийный |
| 77                  | Борисовский городской     | Гуминский, Виктор Александрович       | беспартийный |
| 78                  | Борисовский сельский      | Синяк, Эдуард Павлович                | беспартийный |
| 79                  | Вилейский                 | Баслык, Игорь Владимирович            | беспартийный |
| 80                  | Дзержинский               | Боровой, Михаил Иванович              | беспартийный |
| 81                  | Жодинский                 | Лойко, Владимир Викентьевич           | беспартийный |
| 82                  | Копыльский                | Дубовик, Сергей Валентинович          | беспартийный |
| 83                  | Логойский                 | Порфенович, Виктор Петрович           | беспартийный |
| 84                  | Любанский                 | Семененя, Иван Георгиевич             | беспартийный |
| 85                  | Минский сельский          | Делендик, Владимир Викторович         | беспартийный |
| 86                  | Молодечненский городской  | Говорушкин, Станислав Николаевич      | беспартийный |
| 87                  | Молодечненский сельский   | Кебич, Вячеслав Францевич             | беспартийный |
| 88                  | Несвижский                | Худая, Мария Николаевна               | беспартийный |
| 89                  | Пуховичский               | Котляров, Игорь Васильевич            | КПБ          |
| 90                  | Слуцкий                   | Янчевский, Всеволод Вячеславович      | беспартийный |
| 91                  | Солигорский               | Калугин, Пётр Алексеевич              | беспартийный |
| 92                  | Столбцовский              | Дубовик, Николай Николаевич           | беспартийный |
| город Минск         |                           |                                       |              |
| №                   | Название округа           | Избранный депутат                     | Партийность  |
| 93                  | Шабановский               | Холопик, Кирилл Вадимович             | беспартийный |
| 94                  | Автозаводской             | Заболотец, Сергей Макарович           | беспартийный |
| 95                  | Купаловский               | Новосяд, Владимир Владимирович        | ОГП          |
| 96                  | Свислочский               | Мазуркевич, Галина Алексеевна         | беспартийная |
| 97                  | Октябрьский               | Парфенович, Владимир Владимирович     | беспартийный |
| 98                  | Чкаловский                | Скутов, Николай Григорьевич           | беспартийный |
| 99                  | Есенинский                | Ваганов, Алексей Васильевич           | ЛДП          |
| 100                 | Юго-Западный              | Мычко, Иван Николаевич                | беспартийный |
| 101                 | Сухарёвский               | Киселёв, Сергей Антонович             | беспартийный |
| 102                 | Западный                  | Машерова, Наталья Петровна            | беспартийный |
| 103                 | Масюковщинский            | Нетылькин, Анатолий Иванович          | РПТС         |
| 103                 | Масюковщинский            | мандат вакантен                       | —            |
| 104                 | Старовиленский            | Морозов, Юрий Анатольевич             | беспартийный |
| 105                 | Колосовский               | Цыркун, Надежда Александровна         | беспартийная |
| 106                 | Восточный                 | Абрамова, Ольга Михайловна            | беспартийная |
| 107                 | Калиновский               | Нарейко, Андрей Игоревич              | беспартийный |
| 108                 | Уручский                  | Марахин, Виктор Иванович              | беспартийный |
| 109                 | Менделеевский             | Александрович, Владимир Александрович | БССП         |
| 110                 | Тракторозаводской         | Красуцкий, Анатолий Викторович        | беспартийный |

## Политические группы
В Палате представителей существовали следующие депутатские объединения:  «За союз Украины, Беларуси и России» («ЗУБР»),«Единство», «Содействие экономическому развитию», «Республика»